# Сагу
Сагу (порт. Sago)  —  район (фрегезия) в Португалии,  входит в округ Виана-ду-Каштелу. Является составной частью муниципалитета  Монсан. По старому административному делению входил в провинцию Минью. Входит в экономико-статистический  субрегион Минью-Лима, который входит в Северный регион. Население составляет 266 человек на 2001 год. Занимает площадь 2,81 км².
Покровителем района считается Архангел Михаил (порт. S.Miguel (29 de Setembro)). 